# Angela Gossow
Angela Nathalie Gossow, născută pe 5 noiembrie 1974, în Köln, Germania, a fost  vocalista trupei suedeze de death metal melodic Arch Enemy. Anterior a cântat în trupe precum Asmodina, Devil in the Details și Mistress. Este considerată una din puținele vocaliste metal de succes care folosesc tehnica death growl ca stil principal de interpretare. Este influențată în special de Jeff Walker de la Carcass, David Vincent de la Morbid Angel, Chuck Billy  de la Testament, John Tardy de la Obituary, Chuck Schuldiner de la Death, Dave Mustaine de la Megadeth și Rob Halford de la Judas Priest. Gossow este vegetariană.

## Carieră
Angela Gossow a avut primul contact cu muzica rock prin discurile cu Queen și Rolling Stones ale tatălui ei, apoi a început să asculte muzică metal când avea 15 ani, la un post specializat de radio, fără să poată distinge la început între genurile heavy metal și death metal.
„Îmi plăcea în special brutalitatea necizelată. Mi-am zis că se potrivește cu firea mea rebelă. Eram fată și îmi plăceau skatingul și alte lucruri bărbătești. În mine e strânsă multă agresivitate. Cumva, am o fațetă bărbătească dominantă. Mi-a plăcut cu adevărat muzica asta și genul de intensitate de pe scenă: oamenii strânși împreună, mergând la concerte împreună, petrecând împreună. Îmi place cu adevărat muzica asta, altfel n-aș mai fi ascultat-o și după vârsta de 20 de ani.”
Angela și-a început cariera muzicală la 17 ani, în trupa Devil in the Details, cântând apoi și în alte formații obscure, precum Asmodina și Mistress. Cu toate aceste trupe a înregistrat mai multe piese demo.
Gossow s-a alăturat Arch Enemy în noiembrie 2000, după ce fostul solist vocal Johan Liiva a fost îndepărtat din trupă.
În calitate de jurnalist la un webzine (revistă online) de limbă germană, ea îl intervievase în 1999 pe Michael Amott. În timpul interviului, Gossow i-a dat lui Amott un demo pe care l-a descris  ca pe o înregistrare video „de slabă calitate” a unui concert susținut într-un club. Când trupa l-a concediat pe vocalistul Johan Liiva, în 2000, Arch Enemy au organizat o audiție și au chemat-o și pe Gossow. Intervievată de magazinul Maelstrom, Angela povestește: „I-au chemat și pe alții, însă probabil că am avut o interpretare bună în sala de repetiții, așa că am primit slujba”. Într-un interviu luat de Metal Reviews, Michael Amott spune despre Angela Gossow:
„Când ni s-a alăturat, a avut o interpretare spectaculoasă pe „Wages of Sin”. De atunci, a devenit cu adevărat o parte importantă a trupei. Cu fiecare înregistrare e din ce in ce mai implicată. La primele albume, înainte ca ea să ni se alăture, Arch Enemy era, într-un fel, „copilul meu”, dar în ultimul timp noile albume au devenit mai mult un efort colectiv, ceea ce cred că e foarte pozitiv. I-am cerut Angelei să cânte cu noi după ce am ascultat-o în prima ei trupă (Devil in the Details). După audiție am acceptat-o imediat în trupă.”
Gossow se numără printre puținele femei care activează ca solist vocal al unei trupe de death metal.

## Viața personală
Angela Gossow a profesat ca jurnalist la o revistă online, dar a studiat economia și a urmat și o instrucție de bază în publicitate și management. Ea crede că educația este foarte importantă.
Angela Gossow spune despre mama ei că și-a înrămat în bucătărie un afiș uriaș cu Arch Enemy. Ea adaugă că mama ei știe întotdeauna unde se află și unde va concerta după aceea, accesând internetul sau citind revista „Metal Hammer”. Angela e de părere că părinții ei sunt foarte mândri de ea.
Răspunzând, pe pagina ei oficială, întrebărilor fanilor, Angela a spus că, în afară de părinți, cea mai importantă persoană din viața ei este „Michael Amott. Mi-a fost mereu alături”.
Întrebată dacă și-ar dori să fie mamă, Angela răspunde că nu e sigură, deși are cel mai mare respect pentru părinți. Motivul este că „e foarte greu să crești copii în societatea noastră”, datorită influenței celor din jur, a mass-media, a drogurilor, precum și a modelelor pe care le uneori le urmează copiii, chiar dacă nu sunt întotdeauna cele mai fericite. Gossow nu e sigură ca s-ar putea ridica la înălțimea acestei răspunderi, pentru că majoritatea copiilor au nevoie de stabilitate în viață. „Și în ceea ce fac eu acum nu este stabilitate”.
Despre religie, Angela Gossow crede că „religia e o unealtă a puterii, un motiv de război, o puternică sursă de venit”.

## Preferințe
Deși înconjurată de chitariști de clasă, Angela nu a încercat să învețe să cânte și la chitară, fiind mai degrabă intimidată de tehnica de neegalat a acestor muzicieni.
Festivalurile ei preferate sunt cele bine organizate, în care trupele sunt tratate cu atenție, de la festivaluri mai mici, precum Up From The Ground, până la cele mari, de genul festivalului Graspop.
Angelei Gossow îi place timbrul vocal al unor soliști precum Rob Halford sau Ronnie James Dio, deși nu este fan al stilului vocal clean în muzica metal. Mai mult, vocile de operă o fac să se simtă rău.
Gossow ascultă și altfel de muzică decât metal, recunoscând că îi plac The Jackson 5 și primele albume ale lui Michael Jackson, dar și unele melodii ale lui Britney Spears. De asemenea, ascultă anumite piese din anii '60, '70 și '80.

## Tehnici profesionale
Angela Gossow folosește un microfon standard Shure Beta 57, fără fir, și amplificatoare. 
Ea utilizează doar efecte standard pentru voce, compresie, uneori delay sau reverb, dar nu distorsiune sau modulație, pentru că i se pare că aceste efecte fac vocea să sune rău: „Te fac să suni ca un robot și elimină orice claritate a cuvintelor”.

## Discografie

### cu Asmodina
- Your Hidden Fear (Demo, 1991)
- The Story of the True Human Personality (Demo, 1994)
- Promo 1996 (Demo, 1996)
- Inferno (1997)

### cu Mistress
- Promo (Demo, 1998)
- Worship the Temptress (Demo, 1999)
- Party in Hell (Demo, 2000)

### cu Arch Enemy
- Wages of Sin (2001)
- Burning Angel (2002, EP)
- Anthems of Rebellion (2003)
- Dead Eyes See No Future (2004, EP)
- Doomsday Machine (2005)
- Live Apocalypse (2006, dublu DVD)
- Revolution Begins (2007, EP)
- Rise of the Tyrant (2007)
- Tyrants of the Rising Sun - Live in Japan (2008, dublu DVD)
- Manifesto of Arch Enemy (2009, compilație)
- The Root of All Evil (2009, compilație)
- Khaos Legions (2011)

### Interpretare cu diverse trupe
- Never – „Questions Within” (2009)[7]
- Astarte – „Black at Heart” - album Demonized (2007)
- Amaseffer - „Slaves for Life” - album Amaseffer (2008)
- Annihilator - „Couple Suicide”[8] - album Metal (2007)